# Bertha Gaztelumendi
Bertha Gaztelumendi Caballero (Irún, Guipúzcoa, 1962) es una periodista, realizadora y, actualmente, investigadora en la cátedra de Derechos Humanos y Poderes Públicos de la Universidad del País Vasco (UPV-EHU).

## Biografía
Bertha Gaztelumendi Caballero se licenció en Ciencias de la Información en la Universidad del País Vasco (UPV-EHU) y cursó  el máster en Estudios de Paz y Resolución de Conflictos en la Universidad de Bradford, Inglaterra. 
Como periodista trabajó en varios medios de comunicación en el País Vasco: desde 2003 a 2010 fue corresponsal en América Latina para la televisión pública vasca, EITB (Euskal Irrati Telebista). Anteriormente, fue responsable de Comunicación y Prensa del Departamento de Justicia, Trabajo y Seguridad Social del Gobierno Vasco y del Instituto Vasco de la Mujer, Emakunde, también del Gobierno Vasco.
En 2012 estrenó el documental Mariposas en el hierro, centrado en el País Vasco: "es una reflexión sobre distintos tipos de violencia y su superación para, dice Bertha Gaztelumendi, reivindicar el papel de la mujer en la resolución de conflictos y en la creación de nuevos modelos de sociedad".
Su documental Nigar franko egingo zuen aitak (Cuánto habría llorado mi padre) se presentó en 2014 y aborda la Guerra Civil y sus consecuencias a través de narraciones en primera persona de vecinos de la localidad guipuzcoana de Villabona que vivieron el conflicto.
Codirigió con Nuria Casal  Las buenas compañías, un repaso a las luchas feministas en Rentería desde 1975 en un momento en que en el estado había más de 350 mujeres encarceladas por adulterio, aborto y prostitución. Recibió por este corto documental el premio al “Mejor corto documental” del XX Festival de Cortos de Rentería en 2015.
El largo documental del que es directora y guionista es Volar y se presentó en el Festival de cine de San Sebastián en 2017; cuenta la vivencia de nueve mujeres de distintas edades y profesiones maltratadas por la violencia machista. "Son mujeres, dice la realizadora guipuzcoana, que luchan por transformar el dolor en algo útil para el resto".
En 2019 Volar fue premiado como el" Mejor documental extranjero" en el "Annual Copenhagen Film Festival". Ese mismo año Gaztelumendi presentó el largometraje documental Ez, eskerrik asko. La ventana de Gladys, que rememora 40 años después la muerte de Gladys del Estal por un disparo de la Guardia Civil en una concentración antinuclear celebrada en Tudela. El domental se estrenó  en el Festival Internacional de Cine Documental y Cortometraje de Bilbao-Zinebi 61, dentro de su sección no competitiva 'Bertoko Begiradak. Miradas desde Euskadi'.
Bertha Gaztelumendi es, además, coautora de varios informes sobre violencia como Necesidades, obstáculos y buenas prácticas en los itinerarios de salida de la violencia de género, desde la experiencia de mujeres del área rural de Araba, ARGITUZ, en 2012 o Manual de divulgación sobre la realización de proyectos de recuperación de la memoria de la convivencia, Diputación Foral de Guipúzcoa, en 2015.
Es investigadora en la cátedra de Derechos Humanos y Poderes Públicos en la Universidad del País Vasco (UPV-EHU). Y miembro de la asociación Pro Derechos Humanos ARGITUZ.

## Obras
- Mariposas en el hierro, 2012.[13]
- Nigar franko egingo zuen aitak, 2014.
- Las buenas compañías, 2015.[14]
- Volar, 2017.[15]
- Ez, eskerrik asko. Gladysen leihoa, 2019.[16]

## Premios y reconocimientos
- Premio al “Mejor corto documental” del XX Festival de Cortos de Rentería por Las buenas compañías en 2015.[17]
- Premio al "Mejor documental extranjero" en el Annual Copenhagen Film Festival por Volar en  2019.[18]